# Francisco Ramón Chamorro Piva
Francisco Ramón Chamorro Piva (La Plata, 7 d'agost de 1981) és un ciclista argentí professional des del 2010 i actualment a l'equip Soul Brasil Pro Cycling Team.
Del seu palmarès destaquen les tres victòries finals a la Copa Amèrica de Ciclisme.

## Palmarès
- 2007
  - Vencedor de 2 etapes a la Volta a l'Uruguai
- 2008
  - Vencedor d'una etapa a la Volta a l'Estat de São Paulo
- 2009
  - 1r a la Copa Amèrica de Ciclisme
  - Vencedor d'una etapa a la Rutes d'Amèrica
- 2010
  - 1r a la Prova Ciclística 9 de Julho
  - Vencedor d'una etapa al Tour de Brasil-Volta de l'Estat de São Paulo
- 2012
  - 1r a la Copa Amèrica de Ciclisme
  - 1r a la Prova Ciclística 9 de Julho
  - Vencedor de 2 etapes a la Rutes d'Amèrica
  - Vencedor de 2 etapes al Tour de Brasil-Volta de l'Estat de São Paulo
- 2013
  - 1r a la Copa Amèrica de Ciclisme
- 2015
  - Vencedor de 4 etapes a la Volta a l'Uruguai